# خانم میلز
خانم میلز (به انگلیسی: Mrs. Mills) فیلمی محصول سال ۲۰۱۸ و به کارگردانی سوفی مارسو است. در این فیلم بازیگرانی همچون سوفی مارسو، پیر ریشار، نیکلاس واده و نیکوس آلیگاس ایفای نقش کرده‌اند.